# Jean-Luc Picard
Căpitanul Jean-Luc Picard este un personaj fictiv din universul Star Trek interpretat de Patrick Stewart. El apare în serialele de televiziune Star Trek: Generația următoare și Star Trek: Picard și în filmele de lung metraj Star Trek: Generații, Star Trek: Primul contact, Star Trek: Rebeliune și Star Trek: Nemesis. Apare și în episodul pilot din Star Trek: Deep Space Nine. 
Prezentat ca o persoană profund morală, extrem de logic și cerebral, Picard este un maestru al diplomației care rezolvă numeroase probleme aparent greu de rezolvat. 
Creatorul Star Trek, Gene Roddenberry, a ales numele Picard după unul sau ambii frați gemeni Auguste Piccard și Jean Felix Piccard, oameni de știință elvețieni.

## Descriere
Jean-Luc Picard a fost prezentat la televiziune în 1987, în episodul pilot „Encounter at Farpoint” din Star Trek: The Next Generation. În această emisiune de televiziune științifico-fantastică, el este căpitanul unei nave spațiale cu echipaj a organizației fictive numită Flota Stelară, în timp ce vizitează diverse exoplanete și extratereștri. Serialul are loc la sfârșitul secolului al 24-lea. 
Ca personaj din franciza Star Trek, Picard apare în diverse cărți, benzi desenate, jocuri pe computer și filme de-a lungul anilor 1990 și într-o varietate de mărfuri.  Echipajul de pe  Enterprise reprezintă principalele sale prietenii în timp ce se înfruntă cu Galaxia. Unele dintre interesele sale, așa cum sunt prezentate de spectacol, includ explorarea spațiului, Shakespeare și arheologia. Episoadele notabile care prezintă personajul Jean-Luc Picard includ „The best of both worlds” (părțile I și partea a II-a), „Yesterday's Enterprise”, „Family”, „All good things...” și „The inner light”( "The inner light" este considerat unul dintre cele mai bune episoade sin franciza Star Trek). 